# Ferrovia Tereza Cristina
La Ferrovia Tereza Cristina ou Ferrovia Teresa Cristina est une ligne de chemin de fer brésilienne située dans l’État de Santa Catarina. Initialement destinée à transporter la houille de la région de Lauro Müller jusqu’au port d’Imbituba, cette voie ferrée est aujourd’hui la plus courte du Brésil, avec seulement 164 km d’extension. Elle a par ailleurs la particularité d’être la seule ligne du pays à ne pas être reliée au réseau national principal.

## Histoire
Construite entre 1880 et 1884, la Ferrovia Tereza Cristina porte le nom de l’impératrice Thérèse-Christine de Bourbon-Siciles, épouse de l’empereur Pierre II du Brésil.